# Jedną nogą w grobie
Jedną nogą w grobie (One Foot in the Grave) – brytyjski serial komediowy wyprodukowany przez BBC i emitowany po raz pierwszy w latach 1990–2000 na antenie BBC One. W rolach głównych występowali Richard Wilson i Annette Crosbie. Pomysłodawcą fabuły i scenarzystą wszystkich odcinków był David Renwick. Wyprodukowano sześć regularnych serii (łącznie 35 odcinków), a także siedem odcinków specjalnych na Boże Narodzenie i dwa krótkie odcinki specjalne dla Comic Relief. W 1992 roku serial otrzymał nagrodę BAFTA dla najlepszego brytyjskiego serialu komediowego.

## Fabuła
Głównym bohaterem serialu jest Victor Meldrew, pracujący przez całe swoje zawodowe życie jako ochroniarz w biurowcu. W pierwszym odcinku, który rozgrywa się tuż po jego sześćdziesiątych urodzinach, Victor zostaje zwolniony z pracy i przymusowo przeniesiony na wcześniejszą emeryturę, zaś jego miejsce w firmie zajmuje automat do rejestracji wchodzących osób. Takie potraktowanie rodzi u Victora ogromne rozgoryczenie, a życie emeryta okazuje się dla niego bardzo trudne, zwłaszcza od strony psychicznej. Bezczynność bardzo źle na niego wpływa, a kolejne próby zagospodarowania nadmiaru wolnego czasu wpędzają go często w kłopotliwe sytuacje.
Humor serialu opiera się w dużej mierze na trudnym charakterze Victora, któremu daleko do miłego starszego pana. Jest bardzo złośliwy, nieustannie w złym nastroju i łatwo się denerwuje, do innych ludzi odnosi się zwykle bez krzty szacunku, a dodatkowo ciągle na wszystko narzeka. Jego towarzyszką życia jest żona Margaret, która pomimo konieczności ciągłego użerania się z Victorem trwa u jego boku, wciąż bardzo go kochając, i stara się robić wszystko, aby życie sprawiało jej mężowi choćby odrobinę więcej radości i przyjemności.

## Główna obsada
- Richard Wilson jako Victor Meldrew
- Annette Crosbie jako Margaret Meldrew
- Doreen Mantle jako Jean Warboys
- Angus Deayton jako Patrick Trench
- Janine Duvitski jako Pippa Trench
- Owen Brenman jako Nick Swainey

## Produkcja

### Format
Jedną nogą w grobie jest oparte, pod względem konstrukcji fabularnej i sposobu produkcji, na klasycznym formacie sitcomu rozgrywającego się w domu na przedmieściach. Schemat ten jest jednak wielokrotnie przełamywany na różne sposoby. Od strony fabularnej Jedną nogą... wyróżnia się na tle innych podobnych seriali rodzajem humoru, w którym oprócz klasycznego humoru sytuacyjnego i komizmu postaci, można znaleźć także liczne elementy czarnego humoru, surrealizmu, a nawet tragikomedii. W sensie technicznym charakterystyczną cechą serialu są eksperymenty formalne. Najważniejszym tego przejawem jest kilka odcinków serialu rozgrywających się w całości na jednym planie, będących jedną długą sceną. Wyjątkowy pod tym względem jest zwłaszcza odcinek The Trial (piąty odcinek czwartej serii), w którym Richard Wilson wystąpił jako jedyny aktor i zagrał go jako monodram.

### Zdjęcia
Sceny studyjne do serialu kręcono z udziałem publiczności w BBC Television Centre w Londynie. Sceny plenerowe, przede wszystkim z ogrodu Meldrumów i sprzed ich domu, realizowano najpierw w Bournemouth, zaś począwszy od serii drugiej w wiosce Walkford koło Christchurch. Aby uzasadnić fabularnie zmianę wykorzystywanego do zdjęć domu (oraz zmianę scenografii wewnątrz, co było decyzją reżyserki serialu, Susan Belbin), w pierwszym odcinku drugiej serii państwo Meldrum zostają zmuszeni do przeprowadzki.

### Muzyka
Autorem i wykonawcą piosenki tytułowej do serialu jest Eric Idle, który włączył tę kompozycję do swojego albumu Eric Idle Sings Monty Python. Muzykę ilustracyjną do serialu napisał Ed Welch, często wykorzystując także fragmenty muzyki poważnej, m.in. autorstwa Jeana Sibeliusa.

### Adaptacje zagraniczne
Serial stanowił podstawę dla fabuły amerykańskiego sitcomu Cosby (nie należy go mylić z wcześniejszym The Cosby Show), emitowanego w latach 1996–2000 na antenie CBS. Rolę zrzędliwego emeryta grał tam Bill Cosby, a jego wyrozumiałej żony Phylicia Rashād. Powstał także znacznie wierniejszy remake na rynek szwedzki pod tytułem En fot i graven, w którym w rolach głównych wystąpili Gösta Ekman i Lena Söderblom. W roku 2001 serial ten emitowała telewizja TV4.

## Nagrody
Serial był siedmiokrotnie nominowany do Nagrody Telewizyjnej BAFTA w kategorii Najlepszy Program lub Serial Komediowy. Otrzymał tę nagrodę raz, w 1992 roku. Ponadto Richard Wilson w latach 1992 i 1994 otrzymał nagrodę BAFTA za najlepszy telewizyjny występ w programie lub serialu rozrywkowym (Best Light Entertainment Performer). W 1994 nominację w tej kategorii otrzymała także Annette Crosbie.
W 1992 serial otrzymał nagrodę Królewskiego Towarzystwa Telewizyjnego dla najlepszego brytyjskiego sitcomu. Był także trzykrotnie nagradzany British Comedy Award w tej samej kategorii: w latach 1992, 1995 i 2001. Serial zajął dziesiąte miejsce w plebiscycie na najlepszy brytyjski sitcom wszech czasów przeprowadzonym wśród widzów BBC w 2004 roku, a także osiemdziesiąte miejsce na liście 100 najwybitniejszych brytyjskich produkcji telewizyjnych XX wieku, sporządzonej przez Brytyjski Instytut Filmowy.